# Škola rijeke Hudson
Škola rijeke Hudson (eng. Hudson River School), američka je umjetnička škola iz 19. st. koju je činila skupina pejzažnih slikara čija je estetska vizija bila oblikovana romantizmom. Pokret je dobio ime po nizu slika krajolika rijeke Hudson i okolnog područja, uključujući i planine Catskill, Adirondack i Bijele planine. Tek je druga generacija umjetnika ovog pokreta proširila područje prikaza krajolik na Novu Englesku, Maritimes, Američki Zapad i Južnu Ameriku.

## Pregled
Ne može se sa sigurnošću utvrditi ni izvor pojma Škole rijeke Hudson ni njegova prva javna uporaba. Pojam je vjerojatno skovao umjetnički kritičar novina New York Tribune Clarence Cook ili pejzažni umjetnik Homer Dodge Martin.  U početku se ovaj termin rabio s prijezirom, a nakon što su među američkim kolekcionarima i ljubiteljima umjetnosti ušla u modu plein-air djela Barbizonske škole na štetu radova Škole rijeke Hudson.
Umjetnička djela Škole rijeke Hudson prikazuju tri teme Amerike 19. st.: otkriće, istraživanje i nastambe. Teme slika su američki krajolik u pastoralnom ugođaju, gdje ljudska bića i priroda mirno koegzistiraju. Pejzaži Škole okarakterizirani su realističnim, detaljnim i ponekad idealiziranim prikazom prirode, prikazujući ponekad idealizirane scene poljoprivrede uz preostale dijelove divljine, koja ubrzano nestaje iz doline rijeke Hudson, baš kad se njena uzvišenost počela cijeniti. Iako su se znatno razlikovali po dubini religioznih stavova, umjetnici Škole općenito su vjerovali da je priroda kroz oblik američkog krajolika neopisiva manifestacija Boga. Inspirirali su se europskim majstorima krajolika kao što su Claude Lorrain, John Constable i J. M. W. Turner. Njihovo štovanje američkih prirodnih ljepota dijelili su suvremeni američki pisci kao Henry David Thoreau i Ralph Waldo Emerson.
Iako su likovni elementi u njihovim djelima bili realistički prikazani, brojne su konačne scene u biti usklađene kao sinteza više scena zajedno. Kako bi skupili dovoljno prizora za svoje slike, umjetnici ove škole često su putovali u nepristupačnu i ekstremnu divljinu, koja im nije dopuštala dugotrajno slikanje na licu mjesta. Za trajanja tih ekspedicija, ovi su slikari izrađivali skice i bilježili sjećanja, te bi završavali sliku kasnije u svojim ateljeima.

## Osnivač
Umjetnik Thomas Cole se općenito smatra osnivačem Škole rijeke Hudson. U jesen 1825. Cole se ukrcao na parobrod koji je plovio uzvodno rijekom Hudson, iste godine kada je otvoren kanal Erie, zaustavivši se najprije u West Pointu, a kasnije u Catskillu. Popeo se na istočne obronke planina Catskill u državi New York i tamo oslikao prve pejzaže ovog krajolika. Prvi članak o njegovom radu pojavljuje se 22. studenog 1825. u New York Evening Postu.  U to je vrijeme samo Cole, rođen u Engleskoj gdje u jesen dominiraju smeđe i žute boje, našao inspiraciju u pejzažu u kojem dominiraju jesenske nijanse boja. Coleov bliski prijatelj Asher Durand postao je također istaknuta ličnost ove škole, posebno poslije propasti poslovanja s grafičkim uređenjem novčanica nakon panike 1837.

## Drugi naraštaj
Drugi naraštaj umjetnika Škole rijeke Hudson došao je do izražaja nakon Coleove smrti 1848. Toj skupni prapadaju Coleov učenik Frederic Edwin Church, John Frederick Kensett i Sanford Robinson Gifford. Djela ovih umjetnika druge generacije često se opisujuju kao primjeri luminizma. Osim samog slikanja, mnogi od ovih umjetnika uključujući Kensetta, Gifforda i Churcha, bili su i među osnivačima Muzeja Metropolitan u New Yorku.
Većina najznačajnijih djela ove škole naslikana su između 1855. i 1875. U to vrijeme, umjetnici kao Edwin Church i Albert Bierstadt postali su vrlo popularni. Obojica su utjecali na Düsseldorfsku slikarsku školu, a Bierstadt se nekoliko godina školovao u Düsseldorfu. Kad je Church izložio svoje slike Niagara i Sante leda na sjeveru, tisuće ljudi je stalo u red pred izložbom i platilo 50 centi kako bi vidjeli njegova djela. Epske dimenzije krajolika na njegovim slikama, bez premca u ranijem američkom slikarstvu, podsjetio je Amerikance na prostranu, neukroćenu, ali veličanstvenu divljinu u njihovoj zemlji. Ova su djela naslikana u periodu naseljavanja američkog Zapada i osnivanja i zaštite velikih nacionalnih parkova.

## Zbirke

### Javne zbirke
Jedna od najvećih zbirki slika Škole rijeke Hudson nalazi se u Wadsworth Atheneumu u Hartfordu. Najznačajnija djela ove zbirke su 13 krajolika Thomasa Colea i 11 krajolika Frederica Edwina Churcha. Obojica umjetnika bili su osobni prijatelji s osnivačem muzeja Danielom Wadsworthom.

### Ostale zbirke
- Albany Institute of History & Art u Albanyju, New York
- Berkshire Museum u Pittsfieldu
- Brooklyn Museum u Brooklynu
- Corcoran Gallery of Art, u Washingtonu
- Crystal Bridges Museum, u Bentonvillu
- Detroit Institute of Arts u Detroitu
- Fenimore Art Museum u Cooperstownu
- Frances Lehman Loeb Art Center, u Poughkeepsieu
- Fruitlands Museum u Harvardu
- Gilcrease Museum u Tulsi
- Hudson River Museum u Yonkersu
- Mabee-Gerrer Museum of Art u Shawneeju[8]
- Metropolitan, u Manhattanu
- Museum of White Mountain Art u Jacksonu
- National Gallery of Art u Washingtonu
- Newark Museum u Newarku
- Newington-Cropsey Foundation u Hastingsu-on-Hudson
- New-York Historical Society u Manhattanu
- Olana State Historic Site u Hudsonu
- Westervelt Warner Museum of American Art u Tuscaloosi
- Thyssen-Bornemisza Museum u Madridu, Španjolska
- The Heckscher Museum of Art u Huntingtonu

## Značajni umjetnici
| - Albert Bierstadt - John William Casilear - Frederic Edwin Church - Thomas Cole - Samuel Colman - Jasper Francis Cropsey - Thomas Doughty - Robert Duncanson | - Asher Brown Durand - Sanford Robinson Gifford - James McDougal Hart - William Hart - William Stanley Haseltine - Martin Johnson Heade - Hermann Ottomar Herzog | - Thomas Hill - David Johnson - John Frederick Kensett - Jervis McEntee - Thomas Moran - Robert Walter Weir - Worthington Whittredge |

## Vanjske poveznice
- The Hudson River School, American Art Gallery
- The Hudson River School, The Metropolitan Museum of Art
- National Park Service overview of Hudson River School